# Pamela Jelimo
Pamela Jelimo (née le 5 décembre 1989) est une athlète kényane spécialiste des courses de demi-fond. Elle est championne olympique du 800 mètres des Jeux olympiques d'été de 2008. Elle est par ailleurs l'actuelle détentrice du record d'Afrique et du record du monde junior.

## Biographie

### Les débuts
Quatrième d'une fratrie de neuf enfants d'une ancienne athlète, Rodah Jeptoo Keter (qui pratiquait le 200 et le 400 mètres), Pamela débute l'athlétisme en 2003 à l'âge de 13 ans. Elle pratique alors le 400, remportant, dès 2005 le titre de championne du Kenya scolaire, tout en s'adjugeant également le titre du 400 mètres haies.
En 2007, elle termine à la quatrième place du 400 mètres lors des championnats du Kenya, puis remporte le titre de championne d'Afrique juniors. 
Elle établit également un nouveau record national junior du 200 mètres.

### 2008: découverte d'un nouveau talent
Lors de sa saison hivernale, son entraîneur la convainc de passer sur la distance supérieure du 800 mètres. Elle y remporte rapidement ses premiers succès : elle remporte sa première course lors des sélections kényanes pour les championnats d'Afrique d'athlétisme, compétition qu'elle remporte le 4 mai à Addis-Abeba devant Maria de Lurdes Mutola.
Elle dispute ensuite son premier meeting en Europe, à Hengelo aux Pays-Bas. Elle y établit un nouveau record du monde junior. Elle abaisse de nouveau son record lors du meeting de la Golden League de Berlin. Elle enchaîne ensuite les victoires lors de la Golden League 2008, remportant le Bislett Games d'Oslo, puis le Golden Gala de Rome et le Meeting Gaz de France de Paris.
C'est en grande favorite qu'elle se présente aux Jeux olympiques de 2008 à Pékin, d'autant que la Russe Yelena Soboleva, qui avait établi la meilleure performance mondiale de la saison, est absente, suspendue pour avoir substitué, comme d'autres athlètes russes, des prélèvements d'urines lors de contrôle anti-dopages .
Lors de la finale, elle suit sa compatriote Janeth Jepkosgei avant de s'échapper, remportant le titre olympique en établissant un record du monde junior avec son temps de 1 min 54 s 87. Elle devient la première athlète kényane à remporter un titre olympique.
Lors du Weltklasse Zürich suivant les jeux, elle établit, avec 1 min 54 s 01, la troisième performance mondiale de tous les temps, derrière le record du monde de Jarmila Kratochvílová et ses 1 min 53 s 28 et les 1 min 53 s 43 de Nadezhda Olizarenko.
Le 5 septembre 2008, elle remporte le jackpot de la Golden League à la suite de ses six victoires lors des six épreuves de la série. Elle remporte seule la récompense puisque l'autre athlète encore en course, Blanka Vlašić, spécialiste du saut en hauteur, termine seconde lors de l'ultime meeting du Mémorial Van Damme.

### 2009 - 2012
Très souvent sollicitée dans son pays à la suite de son titre olympique, elle ne participe pas à la saison hivernale. Elle effectue son retour à la compétition lors du meeting de Rabat en mai. Lors de cette course, elle termine en 2 min 2 s 46 sixième de la course, ce qui met un terme à sa série de 12 victoires consécutives sur 800 mètres.
Lors du Golden Spike Ostrava 2012, Jelimo écrase la course et termine son 800 m en 1 min 58 s 49, devançant par ailleurs Caster Semenya (2 min 00 s 80). Début juillet, elle remporte le meeting de Heusden-Zolder en 1 min 56 s 76, signant la meilleure performance mondiale de l'année.

## Palmarès
| Date | Compétition                    | Lieu             | Résultat | Épreuve   |
| ---- | ------------------------------ | ---------------- | -------- | --------- |
| 2007 | Championnats d'Afrique juniors | Ouagadougou      | 1re      | 400 m     |
| 2008 | Championnats d'Afrique         | Addis-Abeba      | 1re      | 800 m     |
| 2008 | Championnats d'Afrique         | Addis-Abeba      | 2e       | 4 x 400 m |
| 2008 | Jeux olympiques                | Pékin            | 1re      | 800 m     |
| 2008 | Finale mondiale                | Stuttgart        | 1re      | 800 m     |
| 2012 | Championnats du monde en salle | Istanbul         | 1re      | 800 m     |
| 2012 | Jeux olympiques                | Londres          | 3e       | 800 m     |
| 2012 | Ligue de diamant               | Ligue de diamant | 1re      | détails   |

## Records
| Épreuve | Épreuve      | Performance   | Lieu     | Date         |
| ------- | ------------ | ------------- | -------- | ------------ |
| 800 m   | En plein air | 1 min 54 s 01 | Zurich   | 29 août 2008 |
| 800 m   | En salle     | 1 min 58 s 83 | Istanbul | 11 mars 2012 |